# Полифонија
Полифонија (грч. πολυ више, и φονη глас) Иако дослован превод грчких речи значи вишегласје, термин полифонија у музици се готово искључиво користи да означи начин компоновања при коме две или више самосталних мелодијских линија теку независно једна од друге, а у исто време звуче и хармонски добро.
Полифонија се првобитно развила у вишегласном хорском певању касног Средњег века. Дела компонована полифоном техником доминирала су у европској музици од XII века до средине XVIII века, доживљавајући врхунац током Ренесансе.
С полифонијом је блиско повезан појам имитације - композиционог поступка у којој једна деоница с временским закашњењем мање или више дословно понавља мелодијски садржај деонице која је претходно наступила. Најочигледнији примери имитације присутни су у канону и фуги.
Појам супротан полифонији је монодија, једногласје, или хомофонија (једна мелодијска линија с хармонском пратњом у подређеној улози). У неким ситуацијама тешко је раздвојити полифонију од хармоније; ово је обично случај када су деонице мелодијски довољно разрађене, али су истовремено у великој мери подређене општем хармонском току.
Као синоним за полифонију често се користи контрапункт (лат. punctum contra punctum – тачка против тачке, то јест нота против ноте), али реч „контрапункт“ може означавати и мелодију додату основној, композициони поступак (на пример „обртајни контрапункт“), или педагошку дисциплину чији је циљ усвајање вештине полифоног компоновања.
Полифоно певање је техника певања која омогућује певачу да контролише два различита гласа, искусни певачи су у могућности да контролишу две скале у истом тренутку.